# Livin' la Vida Loca
"Livin' la Vida Loca"는 리키 마틴의 노래이다. 5번째 정규 음반이자 첫번째 영어 음반 Ricky Martin의 첫번째 싱글이다.